# Paris-Roubaix de 2011

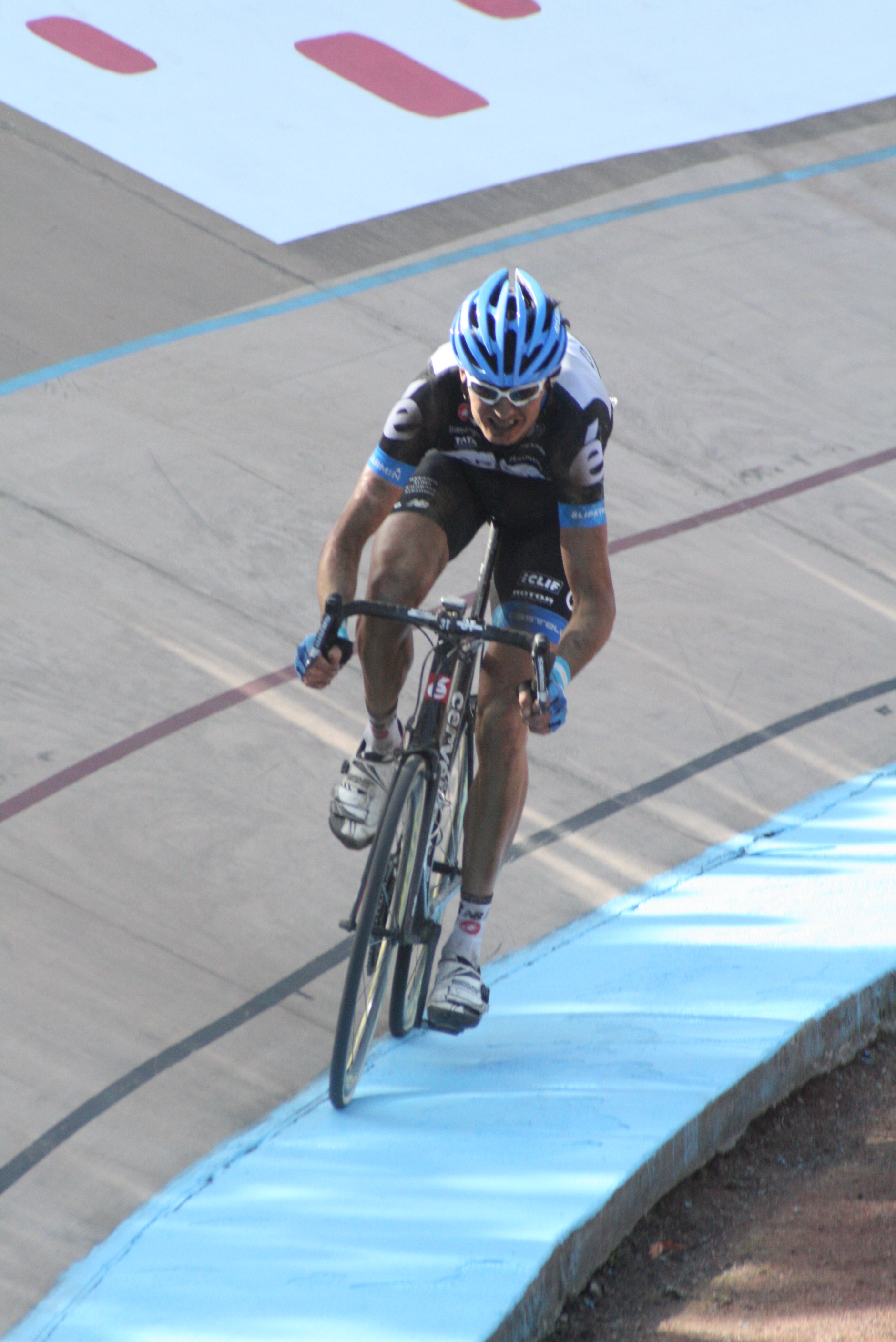
Johan Vansummeren, o vencedor, no velódromo de Roubaix.

A Paris-Roubaix de 2011 foi a 109.ª edição desta clássica de ciclismo. Disputou-se no domingo 10 de abril de 2010, entre Compiègne e o velódromo André Pétrieux de Roubaix, sobre 258 km nos que passarão 27 setores (repartidos num total de 51,5 km) de pavé.
A prova pertenceu ao UCI WorldTour de 2011.
Participaram na corrida 25 equipas; os 18 de categoria UCI ProTour (ao ser obrigada a sua participação); mais 7 de categoria Profissional Continental (o Bretagne-Schuller, Cofidis, le Crédit en Ligne, FDJ, Saur-Sojasun, Skil-Shimano, Team Europcar e Team NetApp). Formando assim um pelotão de 197 ciclistas (cerca do limite de 200 estabelecido para corridas profissionais), com 8 corredores cada equipa (exceto o Liquigas-Cannondale, Lampre-ISD e Pro Team Astana que saíram com 7), dos que acabaram 108.
O vencedor final foi Johan Vansummeren que deu a surpresa aproveitando da vigilância para o grande favorito, Fabian Cancellara (finalmente segundo). Terceiro foi Maarten Tjallingii que fazia parte de um grupo perseguidor no que ia Johan e foi caçado por Cancellara nos últimos quilómetros.

## Classificação final
| \| Posição \| Ciclista \| Equipa \| Tempo \| \| ------- \| ------------------- \| -------------- \| ---------- \| \| 1. \| Johan Vansummeren \| Garmin-Cervélo \| 6h 07' 28" \| \| 2. \| Fabian Cancellara \| Leopard-Trek \| + 19" \| \| 3. \| Maarten Tjallingii \| Rabobank \| m.t. \| \| 4. \| Grégory Rast \| RadioShack \| m.t. \| \| 5. \| Lars Ytting Bak \| HTC-Highroad \| + 21" \| \| 6. \| Alessandro Ballan \| BMC Racing \| + 36" \| \| 7. \| Bernhard Eisel \| HTC-Highroad \| + 47" \| \| 8. \| Thor Hushovd \| Garmin-Cervélo \| m.t. \| \| 9. \| Juan Antonio Flecha \| Sky \| m.t. \| \| 10. \| Mathew Hayman \| Sky \| m.t. \| |                     |                |            |
| Posição | Ciclista            | Equipa         | Tempo      |
| 1. | Johan Vansummeren   | Garmin-Cervélo | 6h 07' 28" |
| 2. | Fabian Cancellara   | Leopard-Trek   | + 19"      |
| 3. | Maarten Tjallingii  | Rabobank       | m.t.       |
| 4. | Grégory Rast        | RadioShack     | m.t.       |
| 5. | Lars Ytting Bak     | HTC-Highroad   | + 21"      |
| 6. | Alessandro Ballan   | BMC Racing     | + 36"      |
| 7. | Bernhard Eisel      | HTC-Highroad   | + 47"      |
| 8. | Thor Hushovd        | Garmin-Cervélo | m.t.       |
| 9. | Juan Antonio Flecha | Sky            | m.t.       |
| 10. | Mathew Hayman       | Sky            | m.t.       |